# Hồ Matano
Matano, hay Matana, là một hồ nước tự nhiên ở huyện Đông Luwu, tỉnh Nam Sulawesi của Indonesia. Với độ sâu hơn 590 m, Matano là hồ sâu thứ 10 trên thế giới và cũng là hồ sâu nhất ở Indonesia. Dựa vào thông tin địa chất học và sinh học, hồ Matano có niên đại khoảng từ 1 đến 4 triệu năm tuổi. Matano, cùng với hồ Towuti, là hai hồ chính trong hệ thống hồ Malili ở đảo Sulawesi (ngoài ra còn ba hồ nhỏ hơn cấu thành hệ thống hồ Malili là các hồ Mahalona, Masapi và Lawontoa).

## Thành phần hóa học
Hồ Matano là vùng nước không oxy, nghèo sulfat và sulfide nhưng giàu sắt. Hồ chứa một quần thể vi khuẩn lưu huỳnh màu xanh lục đại diện cho phần lớn quần thể các sinh vật quang dưỡng, và diệp lục tố vi khuẩn (Bacteriochlorophyll e), một sắc tố được tạo ra bởi các vi khuẩn lưu huỳnh xanh lục thích nghi với cường độ ánh sáng thấp.

## Hệ sinh thái
Hồ Matano là nơi có nhiều loài cá đặc hữu cũng như nhiều loài động thực vật khác. Nhiều loài trong số đó đang bị đe dọa nghiêm trọng bởi sự ô nhiễm và sự cạnh tranh từ những loài du nhập, trong đó có cá la hán.